# Rakovlje
Rakovlje je naselje v Občini Braslovče.